# Ružičasta žličarka
Ružičasta žličarka (lat. Platalea ajaja, ponekad odvojena u monotipski rod Ajaja) je društvena barska ptica. Rasprostranjena je uglavnom u Južnoj Americi, ali i u Srednjoj Americi, Karibima i Meksiku, te na obalama Teksasa, Louisiane i južne Floride. Staništa su joj područja bočate vode.

## Opis
Ružičasta žličarka je 80 cm visoka. Duga je oko 2 i pol metra. Ima raspon krila 120-130 cm. Krila su crvene boje. Na glavi nema perja. Perje na vratu, prsima i gornjem dijelu leđa je bijelo. Vrat joj je dosta dug i bijele je boje. Oči su crvene boje. Noge su crvenkaste i jako su duge. Prepoznatljiva karakteristika je i dugi sivi kljun u obliku žlice. Spolovi se ne razlikuju mnogo. Mužjaci su malo veći od ženki i imaju dulji kljun. Rep je narančastoružičaste boje. Ostatak tijela je blijedoružičaste boje. 
Ova ptica provodi dosta vremena u plitkoj vodi tražeći hranu. Traži je pomoću kljuna mičući ga s lijeva na desno i suprtono. Njezinu prehranu čine: male ribe, rakovi, školjkaši, kukci, njihove ličinke, vodozemci, vodene biljke i sjemenke. Ove ptice su jako društvene. Žive u kolonijama čak i s drugim vrstama ptica. Lete u jatima dugim dijagonalnim linijama ispruženih nogu i vrata. 

## Razmnožavanje
Ružičaste žličarke gnijezde se u kolonijama. Mužjaci i ženke grade gnijezdo zajedno. Gnijezdo je napravljeno od štapića i obloženo je travom i lišćem, te se nalazi na drvetu. Ženka postavlja dva do četiri pjegavih jaja. Oba roditelja inkubiraju jaja. Ptići se izlegnu nakon otprilike tri tjedna. Perje dobivaju nakon 35-42 dana. Roditelji hrane mlade ptiće osam tjedana, kada oni nauče letjeti. Ptići su bijele boje, imaju perje na glavi i ružičaste mrlje na krilima. Sazrijevaju nakon tri godine. 

## Status zaštite
Populacija ovih ptica je neko vrijeme bila ugrožena zbog lova. U 19. stoljeću, njihova pera su korištena za izradu ženskih kapa i lepeza. Osim toga, status im je bio ugrožen i zbog prevelike količine zagađenja. Do početka 20. stoljeća broj jedinki se smanjio na samo nekoliko desetaka parova u SAD-u. Za njih su izdvajana posebma zaštićena područja i u 1940-ima postaju zakonom zaštićena vrsta. U međuvremenu im se stanje popravilo, pa im status zaštite nije više ugrožen, nego smanjeni rizik. Prirodni neprijatelji ove ptice su ćelavi orao, rakun i crveni uvezeni mrav.

## Galerija
- Čisteći krila
- U letu
- Balansirajući na jednoj nozi
- Iz profila